# بيدسواران (غوغر)
بیدسواران (بالفارسية: بیدسواران) هي قرية تقع في إيران في قسم غوغر الريفي.